# Leichtathletik-Weltmeisterschaften 2013/Kugelstoßen der Männer

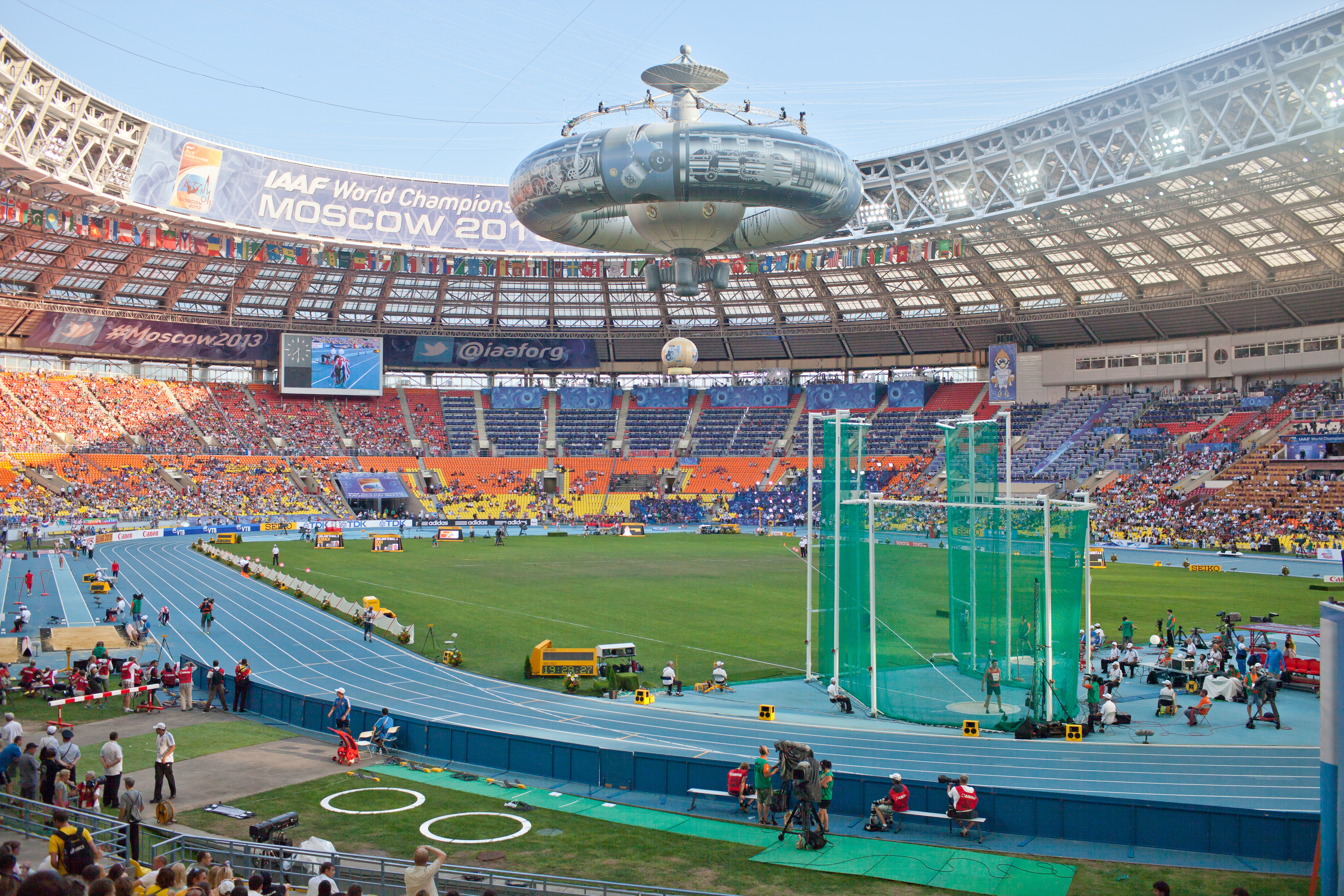
Das Olympiastadion Luschniki während der Weltmeisterschaften

Das Kugelstoßen der Männer bei den Leichtathletik-Weltmeisterschaften 2013 wurde am 15. und 16. August 2013 im Olympiastadion Luschniki der russischen Hauptstadt Moskau ausgetragen.
Seinen zweiten Weltmeistertitel in Folge errang der deutsche Olympiazweite von 2012 und amtierende Europameister David Storl. Rang zwei belegte der US-Amerikaner Ryan Whiting. Die Bronzemedaille gewann der kanadische Vizeweltmeister von 2011 und Olympiadritte von 2012 Dylan Armstrong.

## Bestehende Rekorde
| Weltrekord               | 23,12 m | Randy Barnes   | Los Angeles, USA        | 20. Mai 1990    |
| Weltmeisterschaftsrekord | 22,23 m | Werner Günthör | WM 1987 in Rom, Italien | 29. August 1987 |

Der bereits seit 1987 bestehende WM-Rekord blieb auch bei diesen Weltmeisterschaften ungefährdet. Dem deutschen Weltmeister David Storl fehlten im Finale mit seinem Siegesstoß 50 Zentimeter.

## Doping
Der in der Qualifikation ausgeschiedene Russe Soslan Zirichow wurde für zwei Jahre gesperrt, nachdem er seinen Dopingverstoß zugegeben hatte. Sein WM-Resultat von 2013 wurde gestrichen.

## Ergebnisse

### Legende
Kurze Übersicht zur Bedeutung der Symbolik – so üblicherweise auch in sonstigen Veröffentlichungen verwendet:
| – | verzichtet |
| x | ungültig   |

### Qualifikation
15. August 2013, 10:20 Uhr Ortszeit (7:20 Uhr MESZ)
28 Teilnehmer traten in zwei Gruppen zur Qualifikationsrunde an. Die Qualifikationsweite für den direkten Finaleinzug betrug 20,65 m. Vier Athleten übertrafen diese Marke (hellblau unterlegt). Das Finalfeld wurde mit den acht nächstplatzierten Sportlern auf zwölf Kugelstoßer aufgefüllt (hellgrün unterlegt). So reichten für die Finalteilnahme schließlich 19,76 m.

#### Gruppe A
| Platz | Name              | Nation                  | Resultat (m) | 1. Versuch (m) | 2. Versuch (m) | 3. Versuch (m) |
| 01    | Ladislav Prášil   | Tschechien              | 20,90        | 20,90          | –              | –              |
| 02    | Reese Hoffa       | USA                     | 20,42        | 20,33          | 20,24          | 20,42          |
| 03    | Georgi Iwanow     | Bulgarien               | 20,40        | x              | 20,40          | 19,97          |
| 04    | Asmir Kolašinac   | Serbien                 | 20,07        | x              | 19,74          | 20,07          |
| 05    | Antonín Žalský    | Tschechien              | 19,76        | 19,59          | 19,28          | 19,76          |
| 06    | Maxim Sidorow     | Russland                | 19,63        | 19,34          | 19,63          | x              |
| 07    | Orazio Cremona    | Südafrika               | 19,42        | 19,39          | 19,42          | 19,23          |
| 08    | Marco Fortes      | Portugal                | 19,38        | 19,38          | 19,19          | x              |
| 09    | Jakub Szyszkowski | Polen                   | 19,36        | 19,36          | 19,26          | x              |
| 10    | O’Dayne Richards  | Jamaika                 | 19,08        | 19,08          | 18,89          | 18,86          |
| 11    | Kemal Mešić       | Bosnien und Herzegowina | 18,98        | 18,98          | x              | x              |
| 12    | Tim Nedow         | Kanada                  | 18,72        | x              | 18,72          | 18,52          |
| 13    | Marin Premeru     | Kroatien                | 18,71        | x              | 18,71          | x              |
| 14    | Zach Loyd         | USA                     | 18,63        | 18,40          | x              | 18,63          |

In Qualifikationsgruppe A ausgeschiedene Kugelstoßer:

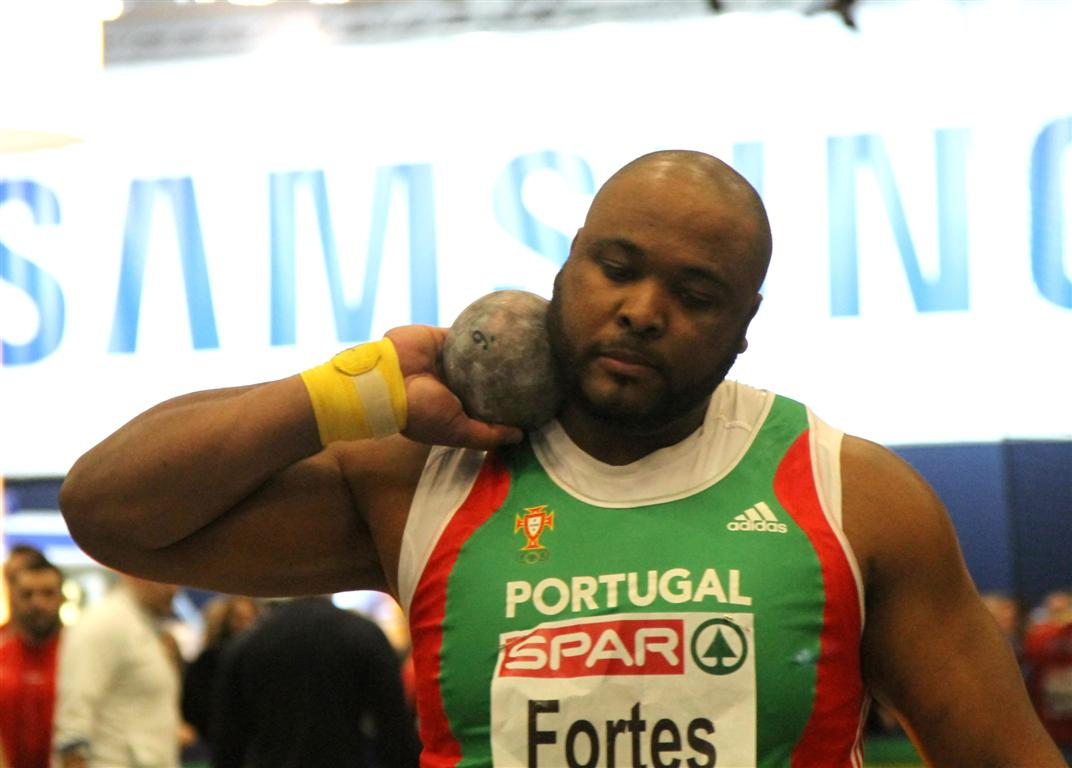
Marco Fortes Rang acht mit 19,38 m
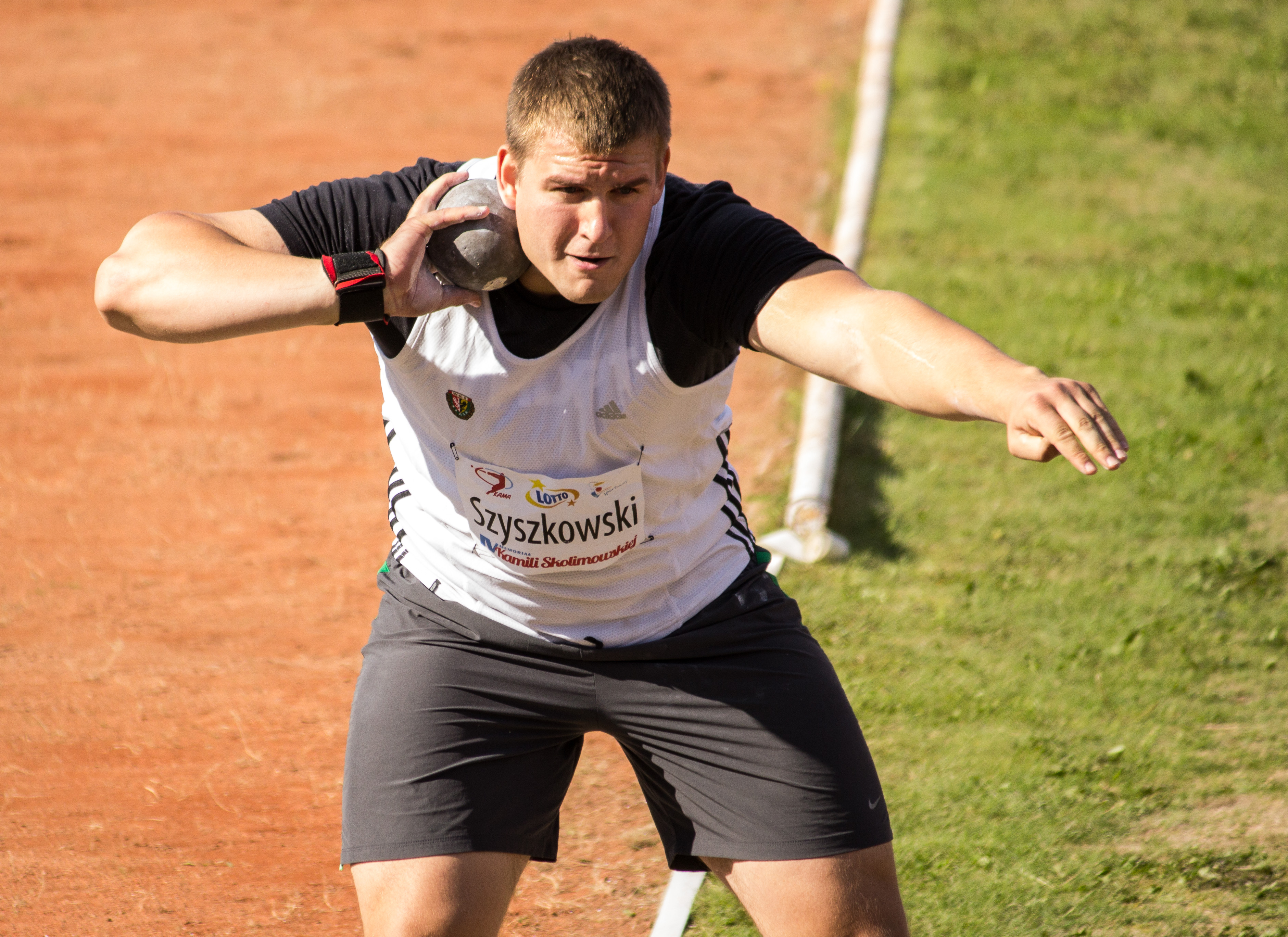
Jakub Szyszkowski Rang neun mit 19,36 m
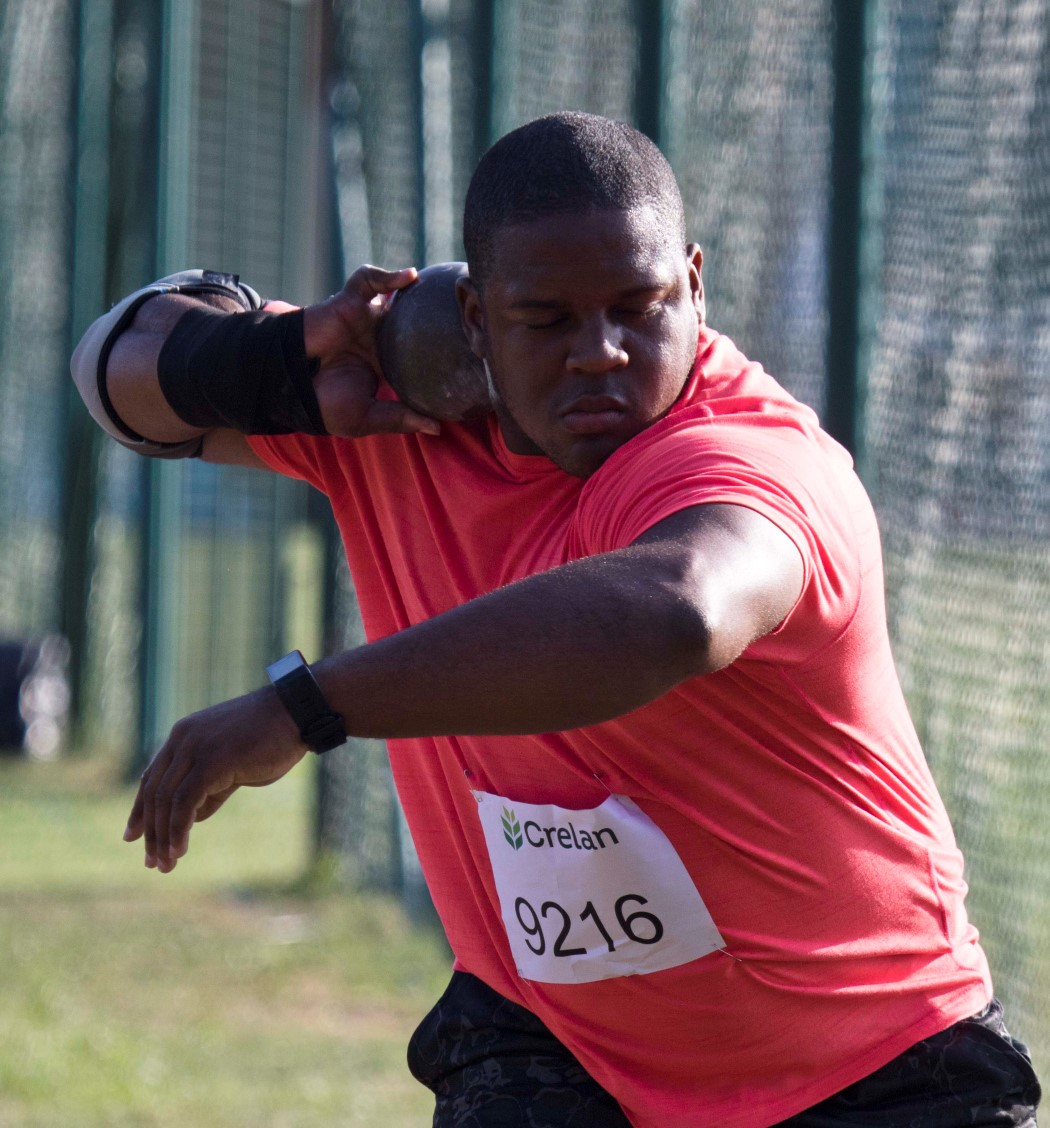
O’Dayne Richards Rang zehn mit 19,08 m
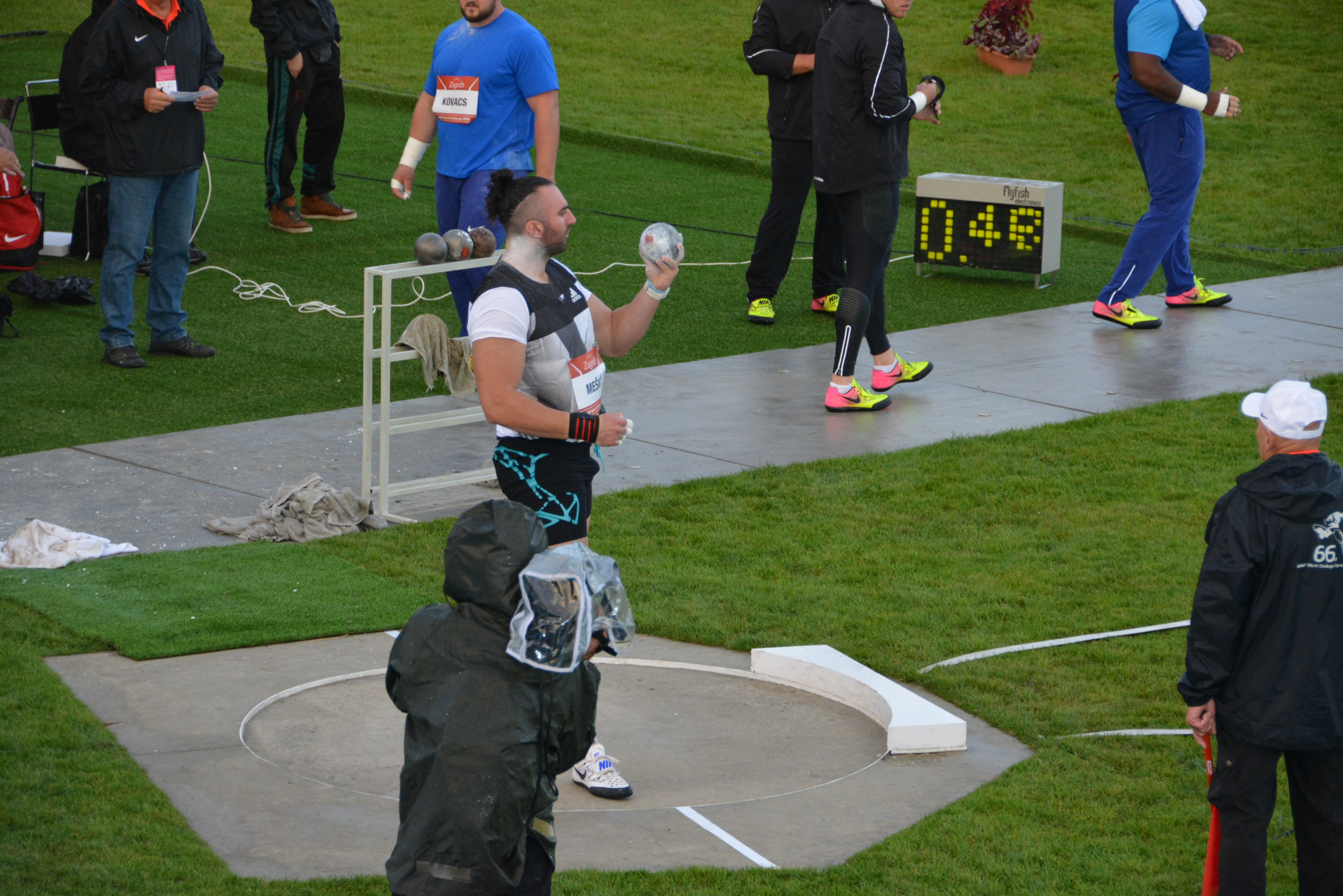
Kemal Mešić Rang elf mit 18,98 m
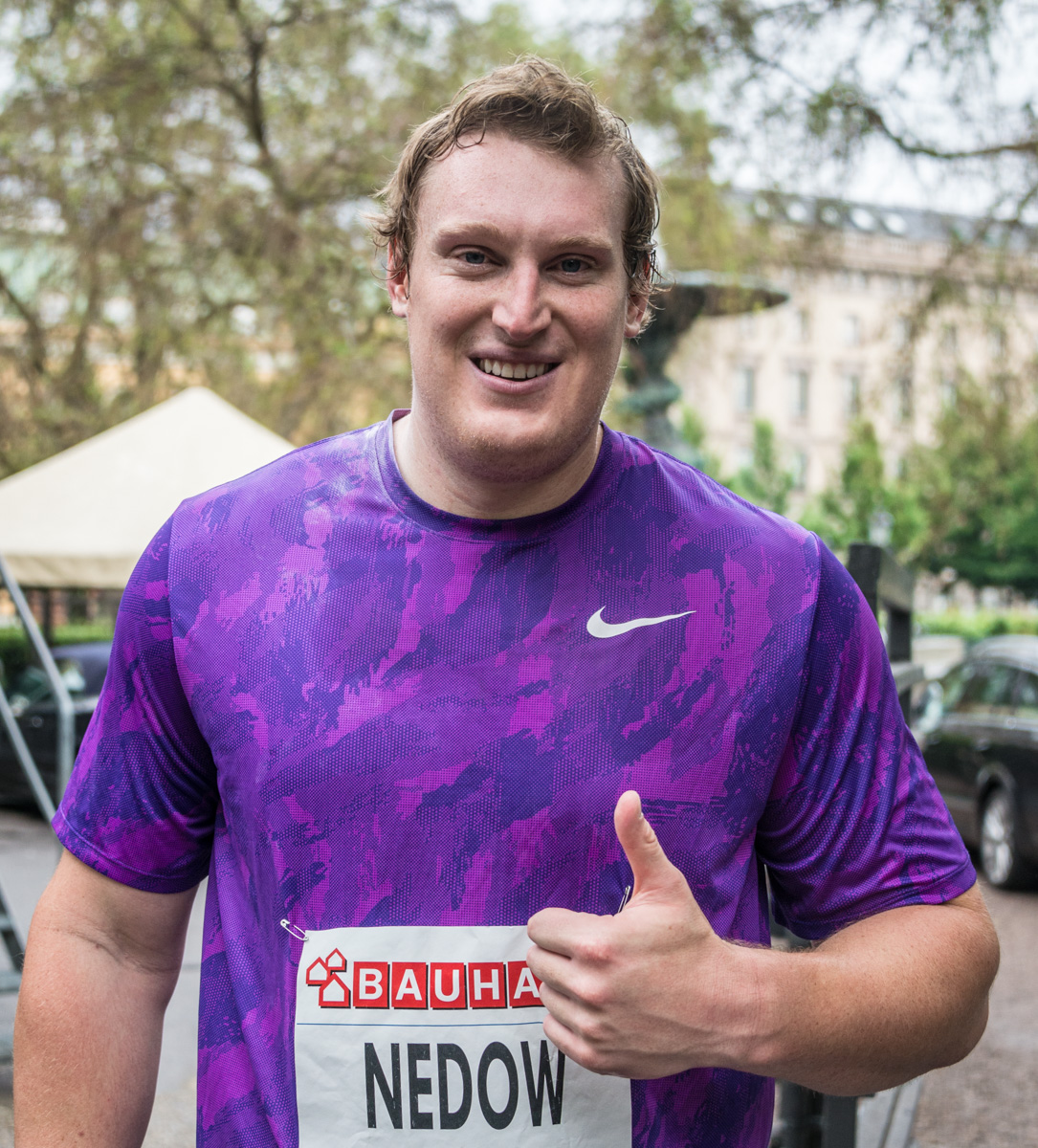
Tim Nedow Rang zwölf mit 18,72 m

#### Gruppe B
| Platz | Name              | Nation                  | Resultat (m) | 1. Versuch (m) | 2. Versuch (m) | 3. Versuch (m) |
| 01    | Ryan Whiting      | USA                     | 21,51        | 21,51          | –              | –              |
| 02    | Tomasz Majewski   | Polen                   | 20,76        | 20,02          | 20,76          | –              |
| 03    | David Storl       | Deutschland             | 20,71        | 20,29          | 20,22          | 20,71          |
| 04    | Dylan Armstrong   | Kanada                  | 20,39        | 19,95          | 20,39          | 20,35          |
| 05    | Cory Martin       | USA                     | 20,18        | 20,18          | 19,89          | 20,18          |
| 06    | Germán Lauro      | Argentinien             | 20,09        | 20,09          | 20,07          | 19,88          |
| 07    | Martin Stašek     | Tschechien              | 20,04        | 19,60          | 19,80          | 20,04          |
| 08    | Leif Arrhenius    | Schweden                | 19,53        | 19,27          | 19,08          | 19,53          |
| 09    | Sultan al-Habashi | Saudi-Arabien           | 19,22        | 18,80          | 19,22          | 17,88          |
| 10    | Hamza Alić        | Bosnien und Herzegowina | 19,18        | 19,18          | x              | x              |
| 11    | Alexander Lesnoi  | Russland                | 19,01        | 19,01          | x              | x              |
| 12    | Borja Vivas       | Spanien                 | 18,97        | x              | 18,95          | 18,97          |
| NM    | Pawel Lyschyn     | Belarus                 | ogV          | x              | x              | x              |
| DOP   | Soslan Zirichow   | Russland                | 18,53        | 18,53          | x              | 18,41          |
| DNS   | Raymond Brown     | Jamaika                 |              |                |                |                |

In Qualifikationsgruppe B ausgeschiedene Kugelstoßer:

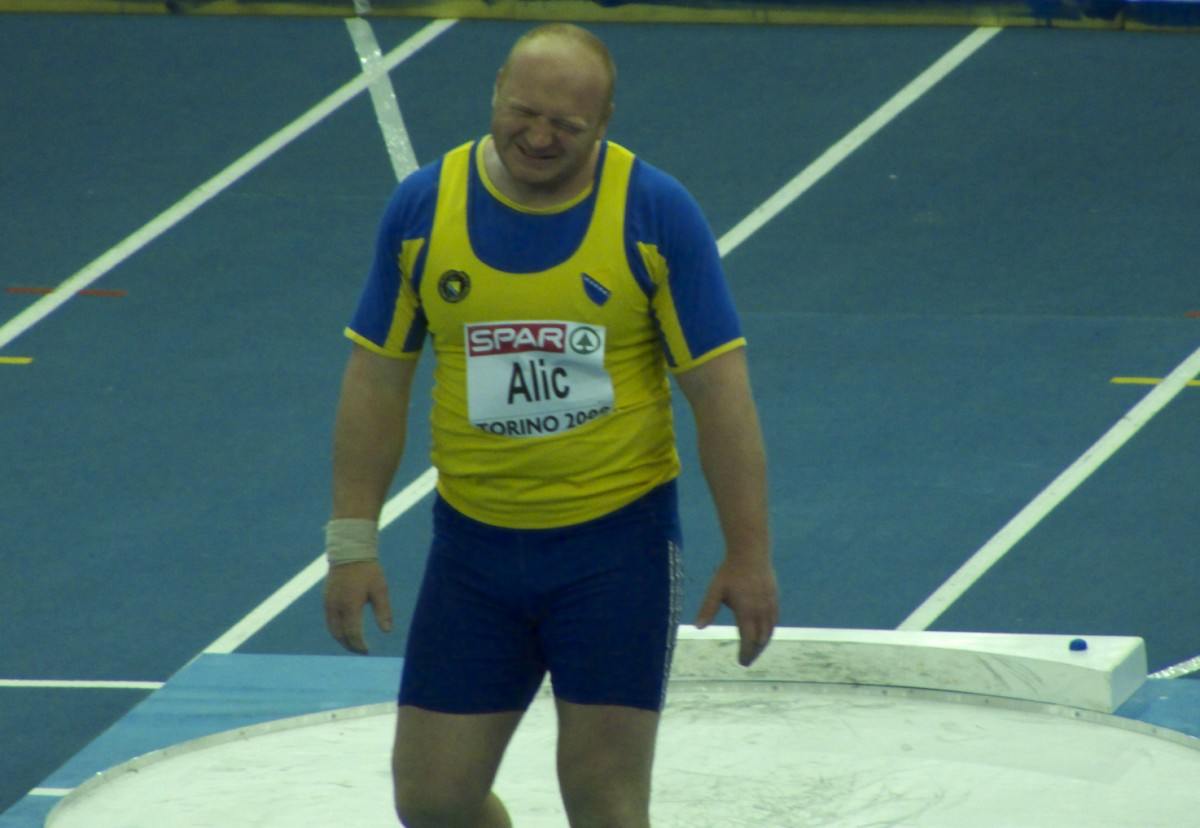
Hamza Alić Rang zehn mit 19,18 m
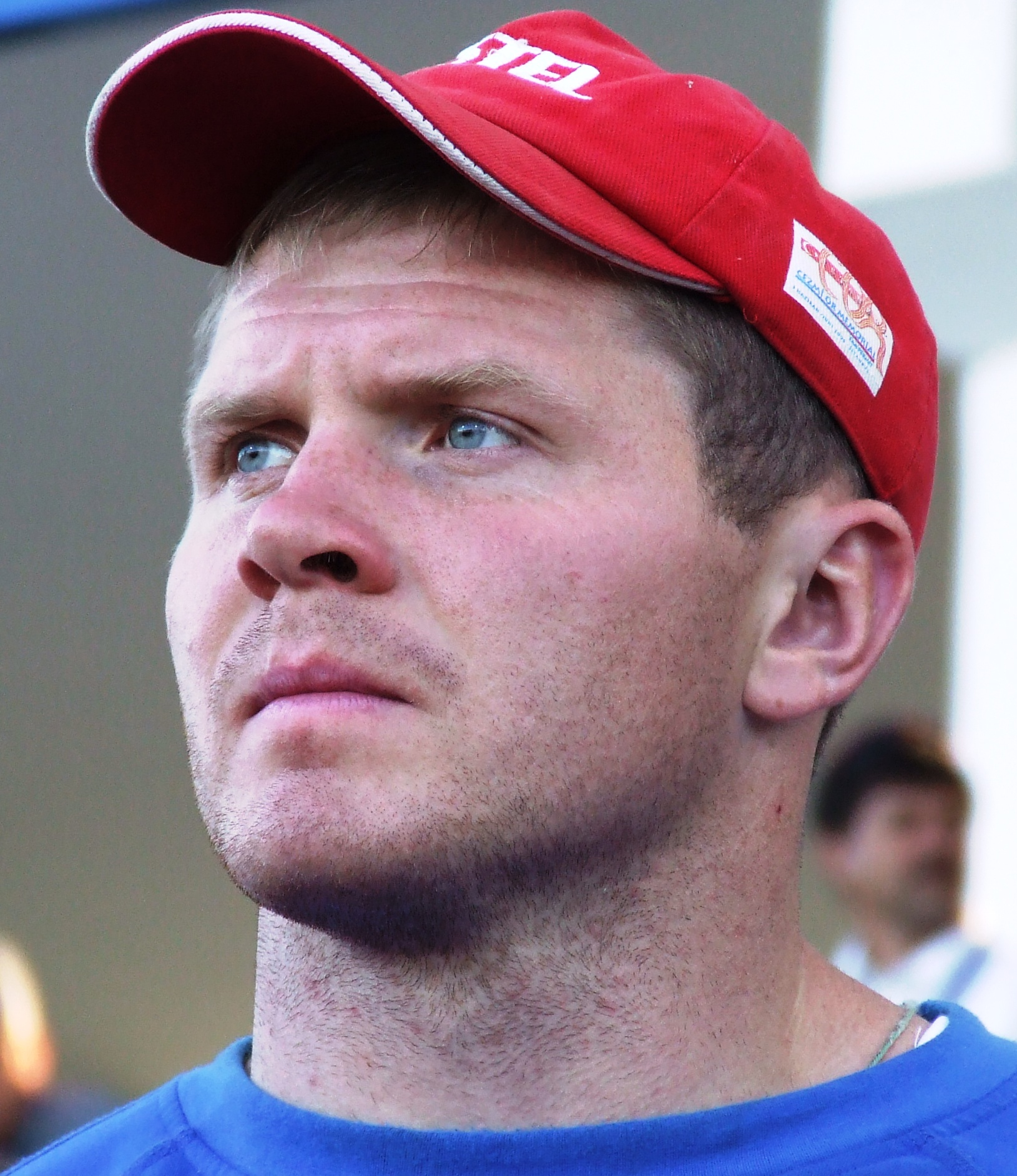
Pawel Lyschyn ohne gültigen Versuch

### Finale
16. August 2013, 20:10 Uhr Ortszeit (17:10 Uhr MESZ)
| Platz | Name            | Nation      | Resultat (m) | 1. Versuch (m) | 2. Versuch (m) | 3. Versuch (m) | 4. Versuch (m)                           | 5. Versuch (m)                           | 6. Versuch (m)                           |
|       | David Storl     | Deutschland | 21,73 SB     | 21,19          | 21,24          | x              | 21,73                                    | x                                        | x                                        |
|       | Ryan Whiting    | USA         | 21,57        | 21,57          | x              | 21,35          | 21,20                                    | x                                        | 21,22                                    |
|       | Dylan Armstrong | Kanada      | 21,34 SB     | 20,38          | 21,10          | 20,73          | 20,87                                    | 21,34                                    | 20,46                                    |
| 04    | Reese Hoffa     | USA         | 21,12        | 20,59          | 21,12          | x              | 20,72                                    | 20,64                                    | x                                        |
| 05    | Ladislav Prášil | Tschechien  | 20,98        | 20,60          | 20,98          | 20,89          | 20,76                                    | 20,83                                    | 20,93                                    |
| 06    | Tomasz Majewski | Polen       | 20,98        | 20,46          | 20,89          | x              | 20,91                                    | 20,98                                    | x                                        |
| 07    | Germán Lauro    | Argentinien | 20,40        | 19,69          | 20,26          | 19,23          | 20,40                                    | 19,30                                    | 20,06                                    |
| 08    | Georgi Iwanow   | Bulgarien   | 20,39        | 20,29          | x              | 20,39          | x                                        | 20,19                                    | x                                        |
| 09    | Cory Martin     | USA         | 20,09        | 20,09          | x              | 20,06          | nicht im Finale der besten acht Athleten | nicht im Finale der besten acht Athleten | nicht im Finale der besten acht Athleten |
| 10    | Asmir Kolašinac | Serbien     | 19,96        | 19,96          | 19,78          | x              | nicht im Finale der besten acht Athleten | nicht im Finale der besten acht Athleten | nicht im Finale der besten acht Athleten |
| 11    | Antonín Žalský  | Tschechien  | 19,54        | 19,54          | x              | x              | nicht im Finale der besten acht Athleten | nicht im Finale der besten acht Athleten | nicht im Finale der besten acht Athleten |
| 12    | Martin Stašek   | Tschechien  | 19,10        | 19,10          | x              | x              | nicht im Finale der besten acht Athleten | nicht im Finale der besten acht Athleten | nicht im Finale der besten acht Athleten |

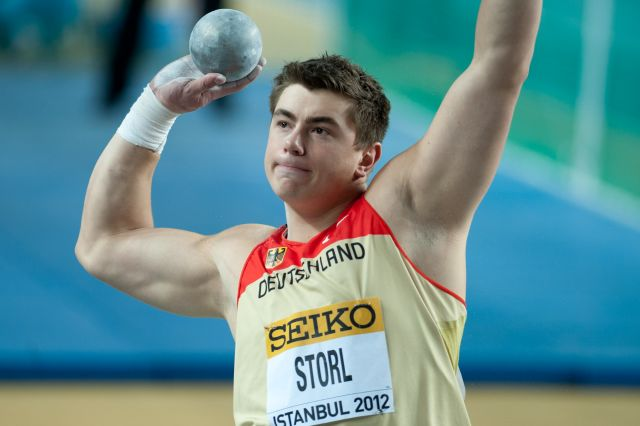
Zweiter WM-Titel in Folge für den Olympiazweiten von 2012 und amtierenden Europameister David Storl
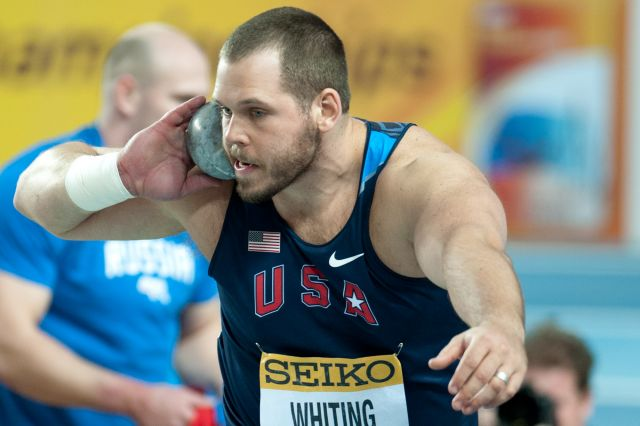
Vizeweltmeister Ryan Whiting
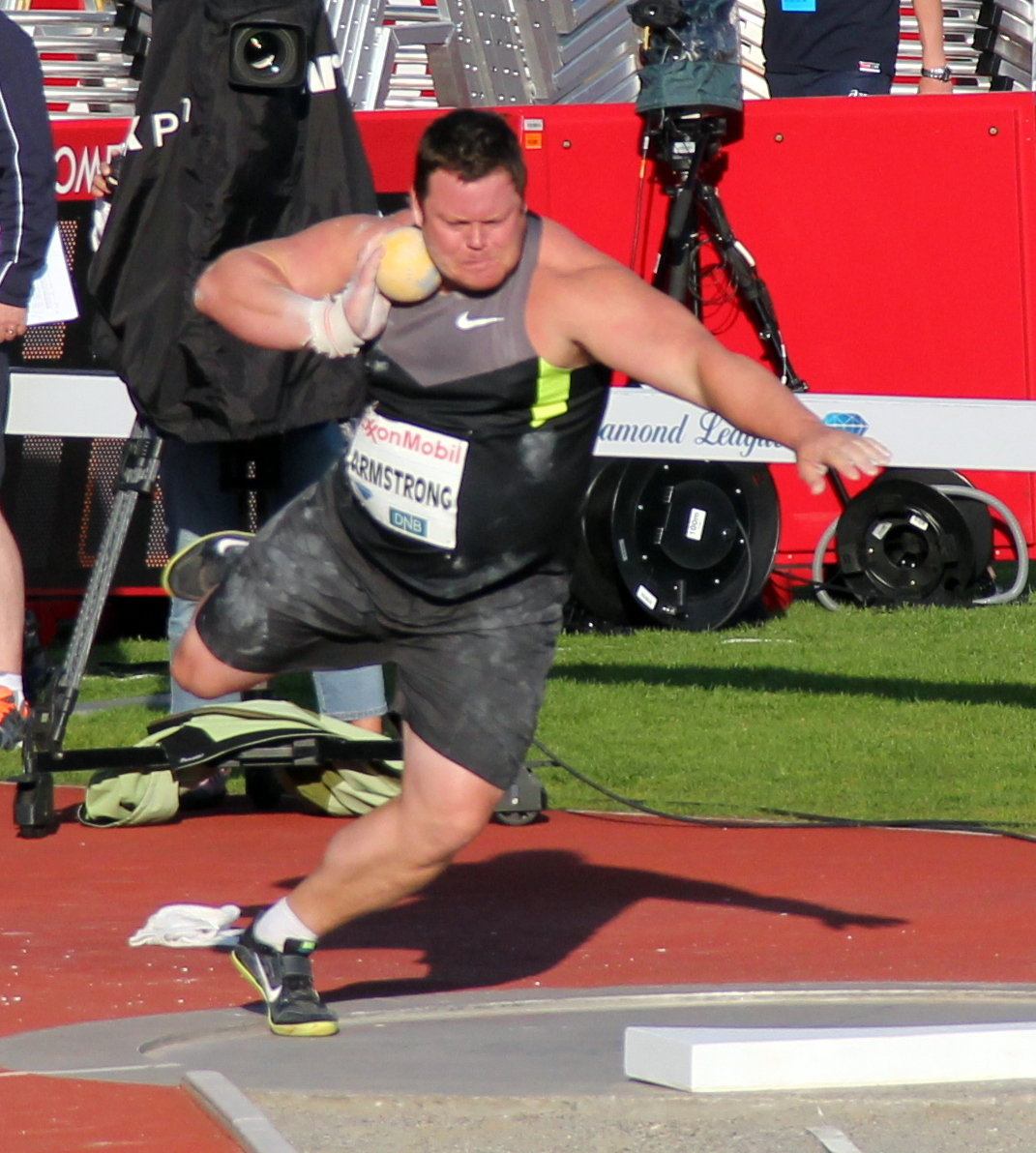
Der Vizeweltmeister von 2011 und Olympiadritte von 2012 Dylan Armstrong errang diesmal Bronze

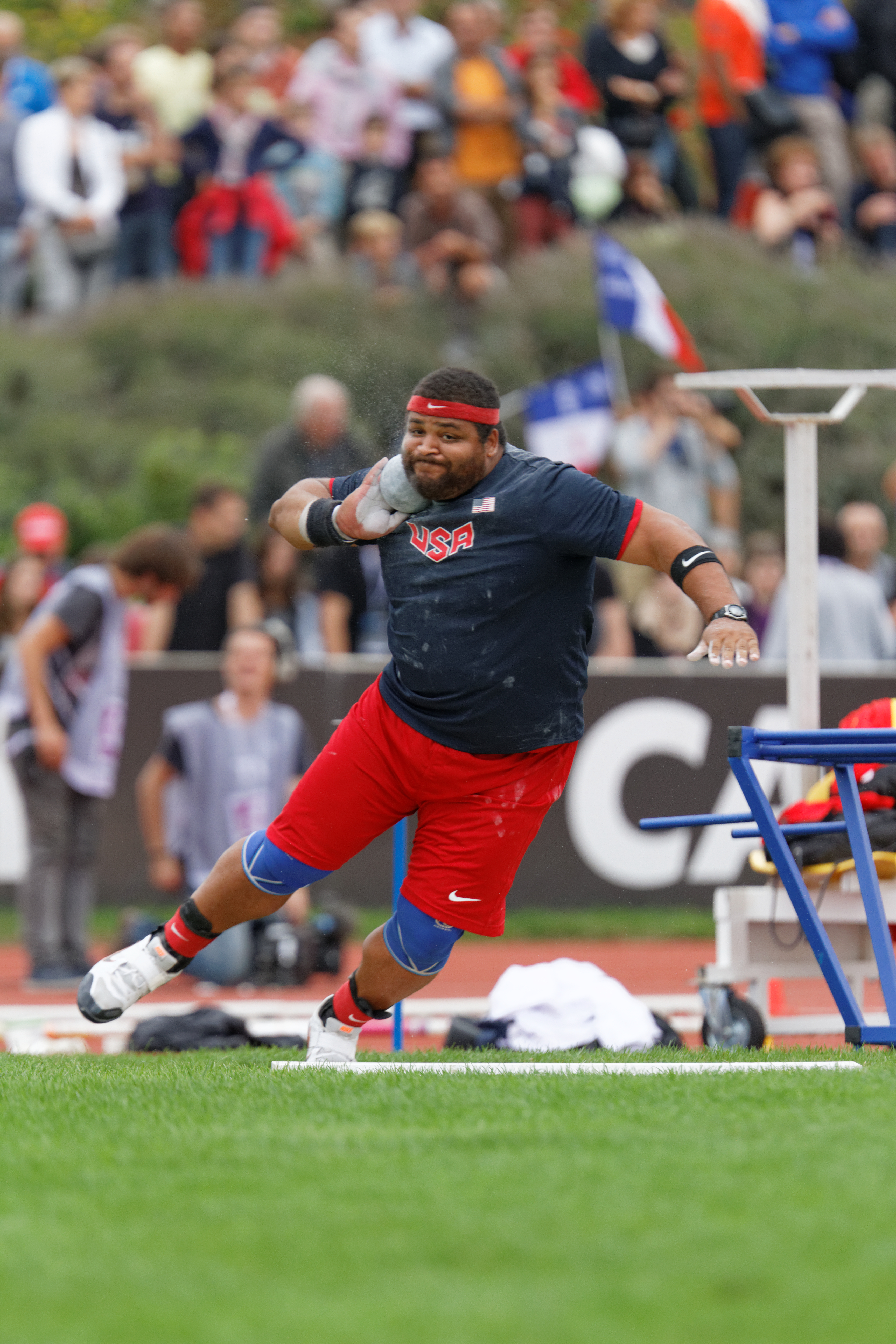
Reese Hoffa, 2012 Olympiadritter, belegte Rang vier
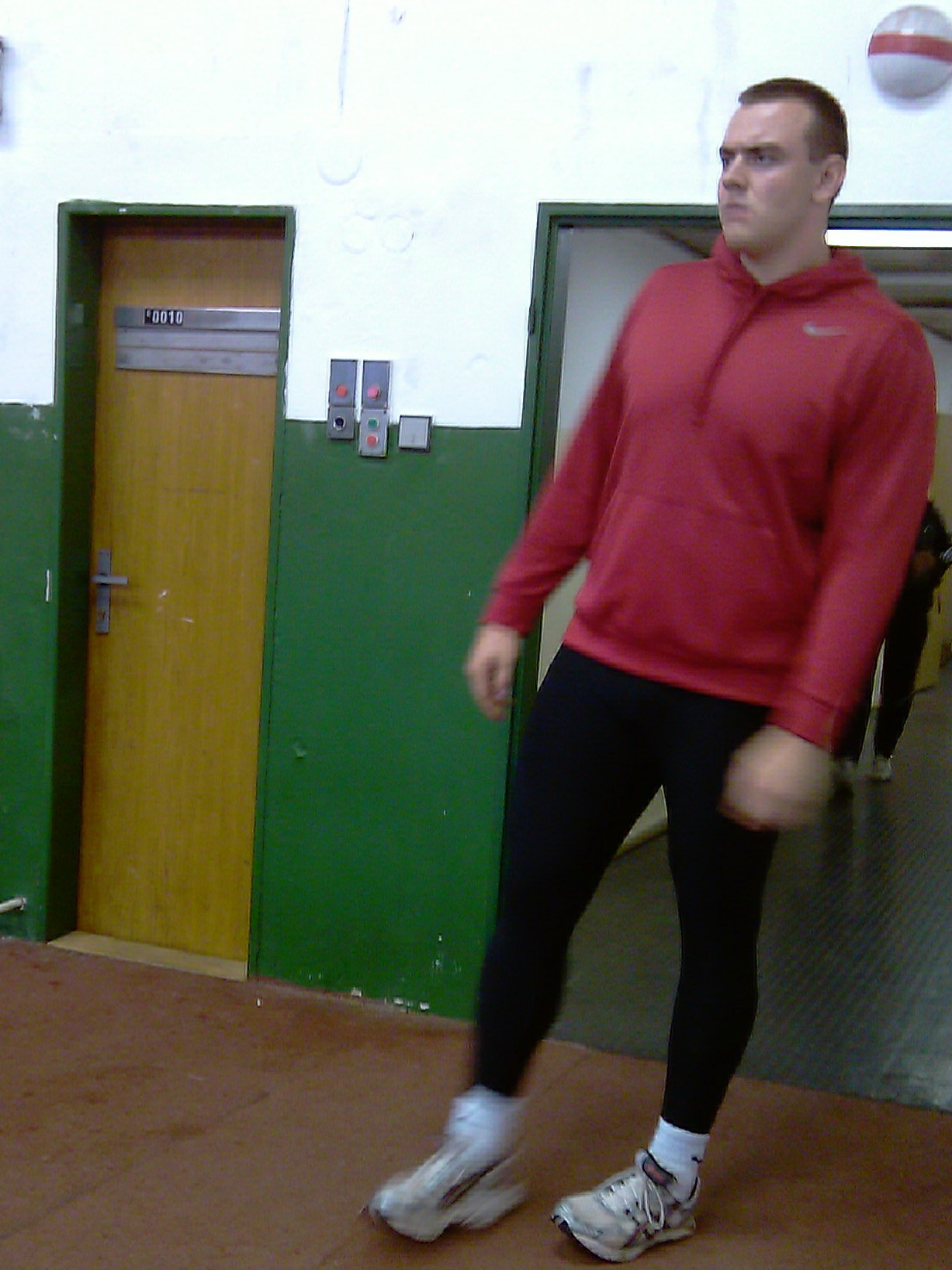
Ladislav Prášil kam auf den fünften Platz
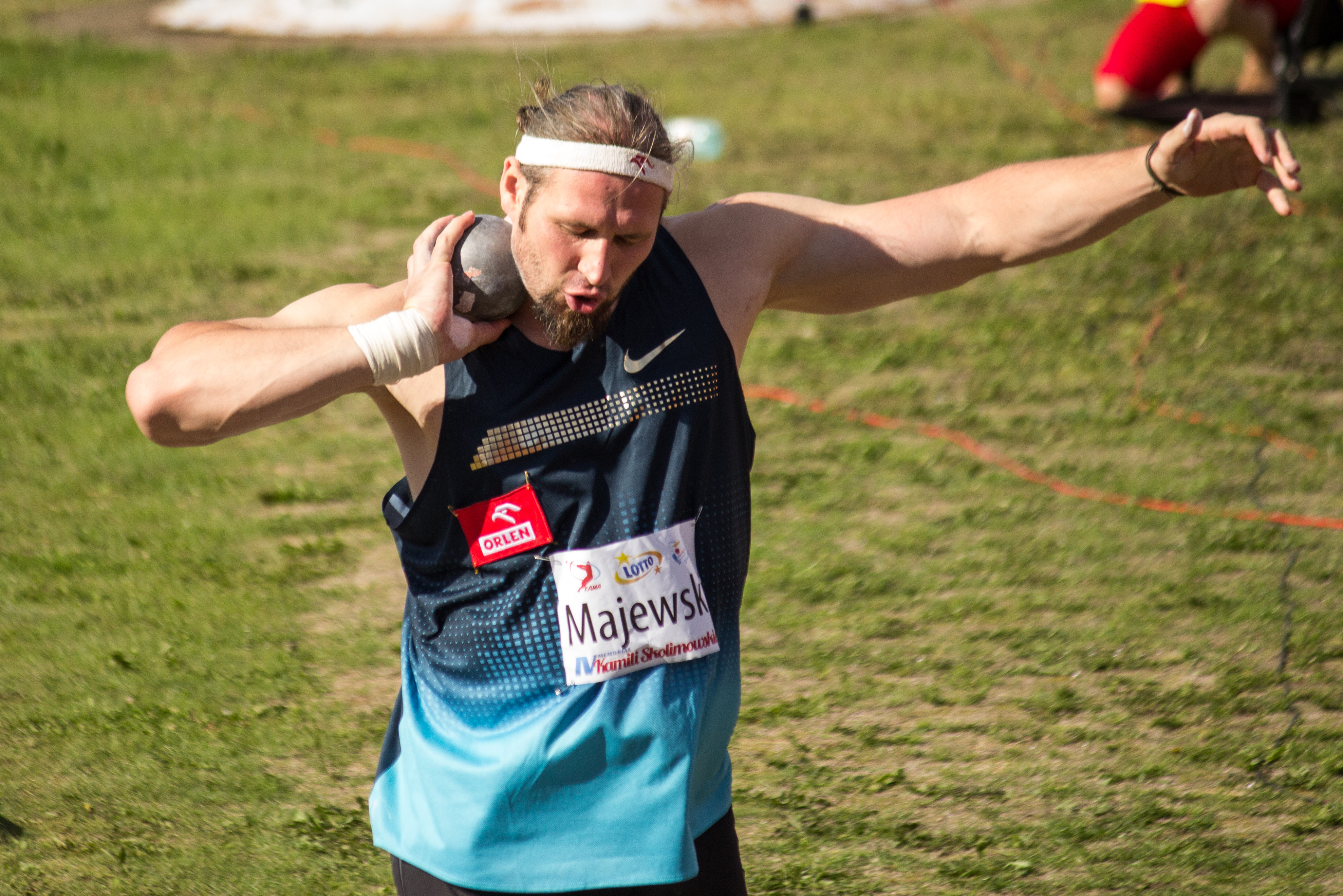
Der zweifache (2008/2012), Vizeweltmeister von 2011 und Europameister von 2010 Tomasz Majewski wurde Sechster
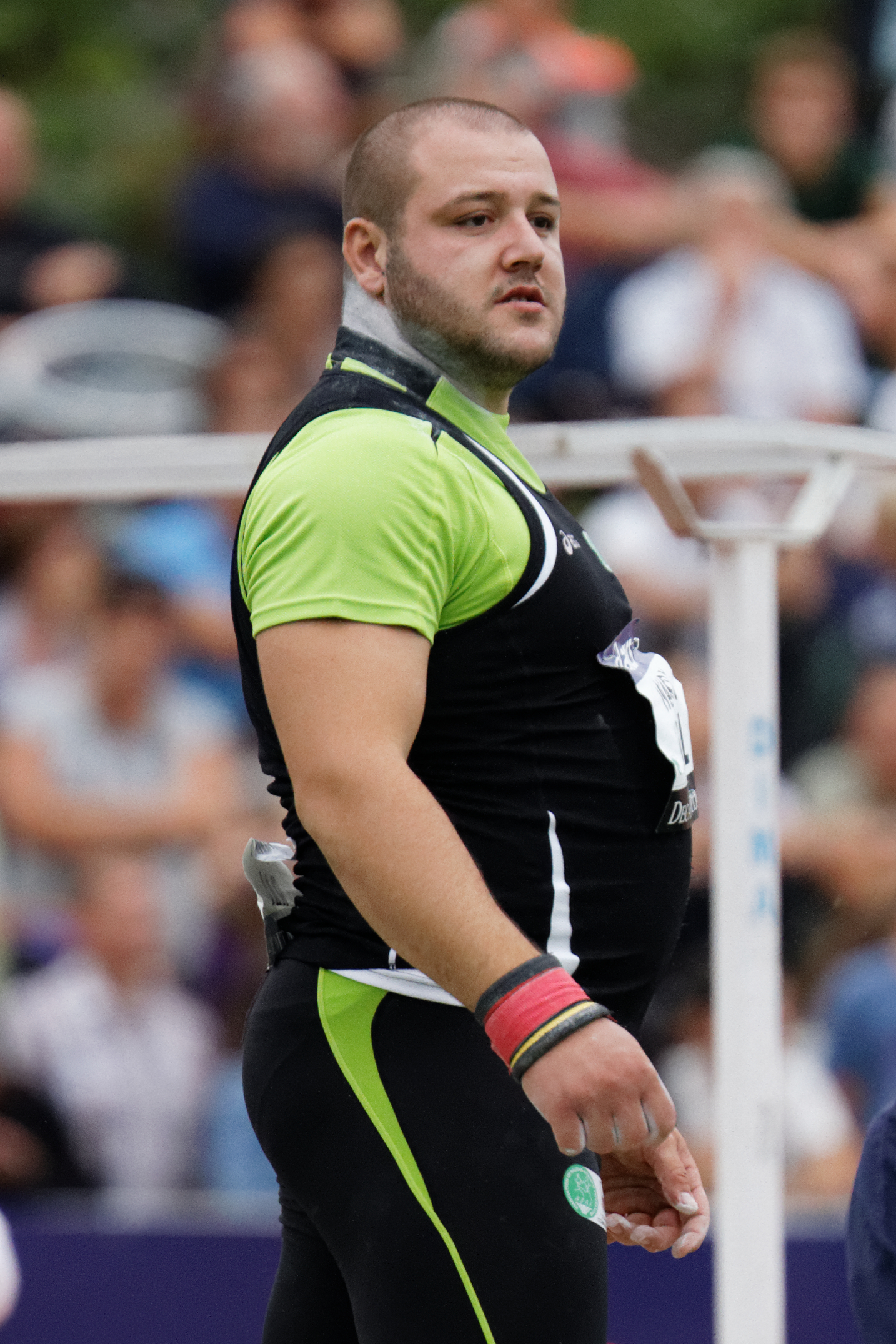
Georgi Iwanow erreichte Platz acht
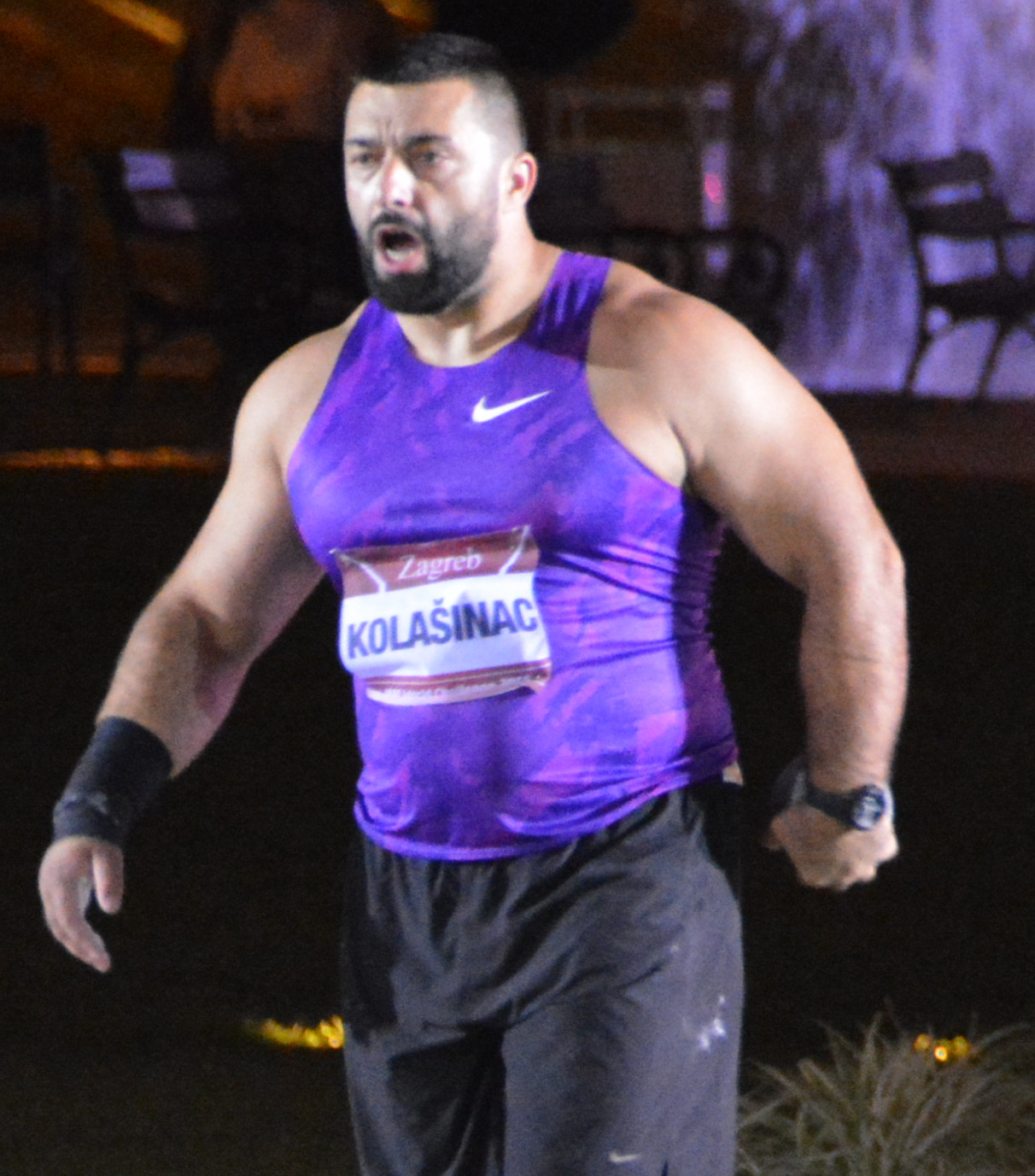
Der zehntplatzierte Asmir Kolašinac
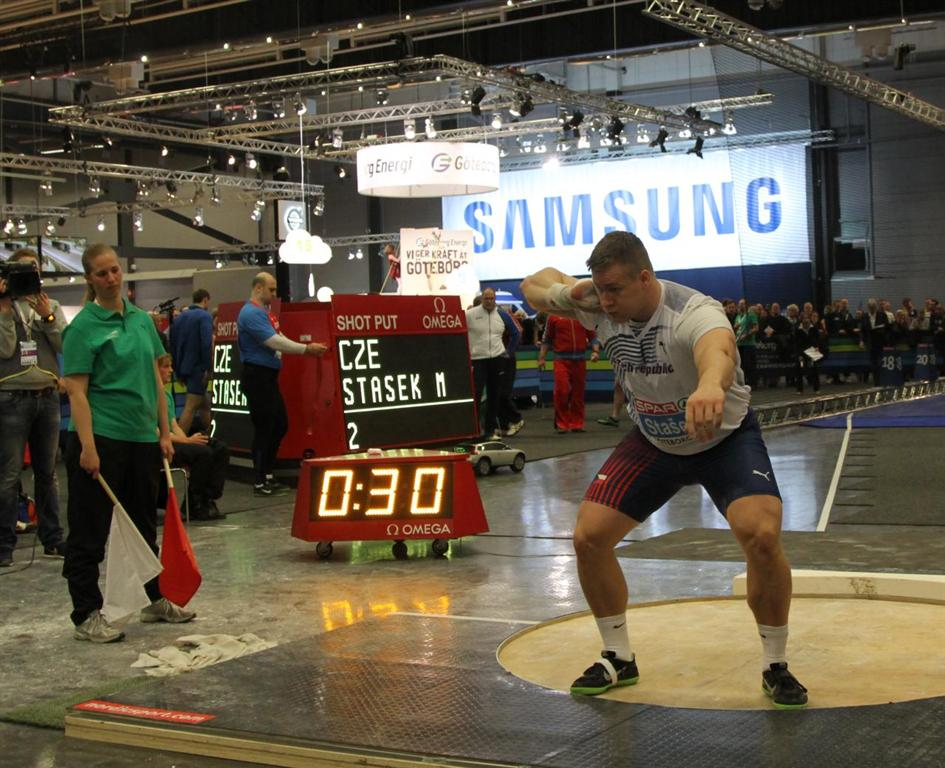
Rang zwölf für Martin Stašek

## Video
- David Storl, shot put men final world athletics championships 2013 in Moscow, youtube.com, abgerufen am 22. Juli 2017